# I Remember Miles (альбом Ширли Хорн)
I Remember Miles — студийный альбом американской певицы и пианистки Ширли Хорн, выпущенный 9 июня 1998 года на лейбле Verve Records. Альбом был посвящением музыканту Майлзу Дэвису, её другу и наставнику. Рисунок, помещённый на обложку, был выполнен самим Дэвисом, на нём он изобразил себя и Ширли Хорн.
На 41-й церемонии премии «Грэмми» за этот альбом Хорн получила седьмую номинацию за лучшее джазовое исполнение, но на этот раз исполнительница получила заветную статуэтку.

## Отзывы критиков
Рецензент AllMusic Ричард С. Джинелл поставил альбому три звезды из пяти, отметив: «Лаконичная, обманчиво непринужденная балладная манера исполнения Хорн как нельзя подходит для задумчивой личности Майлза, и ей ничего не нужно менять в этой расслабленной, мечтательно спетой, солидно сыгранной коллекции… Как это ни печально, сама идея трибьюта Майлзу — это оксюморонное отрицание вечно беспокойного духа этого гения, который не верил в оглядку назад. Но Ширли Хорн, безусловно, хорошо прониклась чувствительной стороне человека».

## Список композиций
| №                   | Название                          | Автор(ы)                                    | Длительность |
| ------------------- | --------------------------------- | ------------------------------------------- | ------------ |
| 1.                  | «My Funny Valentine»              | Лоренц Харт, Ричард Роджерс                 | 5:33         |
| 2.                  | «I Fall in Love Too Easily»       | Сэмми Кан, Жюль Стайн                       | 5:39         |
| 3.                  | «Summertime»                      | Джордж Гершвин, Айра Гершвин, Дюбоз Хейуорд | 4:59         |
| 4.                  | «Baby Won’t You Please Come Home» | Чарльз Уорфилд, Кларенс Уильямс             | 7:21         |
| 5.                  | «This Hotel»                      | Джонни Китинг, Ричард Куин                  | 3:37         |
| 6.                  | «I Got Plenty o' Nuttin'»         | Джордж Гершвин, Айра Гершвин, Дюбоз Хейуорд | 3:39         |
| 7.                  | «Basin Street Blues»              | Кларенс Уильямс                             | 5:28         |
| 8.                  | «My Man’s Gone Now»               | Джордж Гершвин, Айра Гершвин, Дюбоз Хейуорд | 10:39        |
| 9.                  | «Blue in Green»                   | Майлз Дэвис, Билл Эванс, Эл Джерро          | 5:59         |
| Общая длительность: | Общая длительность:               | Общая длительность:                         | 52:54        |

## Участники записи
- Ширли Хорн — фортепиано, вокал
- Рон Картер — бас-гитара
- Рой Харгроув — флюгельгорн, труба
- Тутс Тилеманс — гармоника
- Бак Хилл[англ.] — тенор-саксофон
- Чарльз Эйблз — контрабас
- Стив Уильямс[англ.] — ударные
- Эл Фостер — ударные

## Чарты
| Чарт (1998)                                 | Высшая позиция |
| ------------------------------------------- | -------------- |
| США (Billboard Top Jazz Albums)             | 15             |
| США (Billboard Top Traditional Jazz Albums) | 5              |